# Bijje Baulanjaureh (Kalls socken, Jämtland, 707909-137563)
Bijje Baulanjaureh är en sjö i Åre kommun i Jämtland och ingår i Indalsälvens huvudavrinningsområde. Sjön har en area på 0,258 kvadratkilometer och ligger 696,5 meter över havet. Sjön avvattnas av vattendraget Fjälltjärnån.

## Delavrinningsområde
Bijje Baulanjaureh ingår i det delavrinningsområde (707798-137596) som SMHI kallar för Utloppet av Fjälltjärnarna H.630. Medelhöjden är 724 meter över havet och ytan är 16,35 kvadratkilometer. Det finns inga avrinningsområden uppströms utan avrinningsområdet är högsta punkten. Fjälltjärnån som avvattnar avrinningsområdet har biflödesordning 3, vilket innebär att vattnet flödar genom totalt 3 vattendrag innan det når havet efter 297 kilometer. Avrinningsområdet består mestadels av skog (20 procent), sankmarker (19 procent) och kalfjäll (58 procent). Avrinningsområdet har 0,59 kvadratkilometer vattenytor vilket ger det en sjöprocent på 3,6 procent.